# Odontopera albiguttulata
Odontopera albiguttulata là một loài bướm đêm trong họ Geometridae.

## Hình ảnh

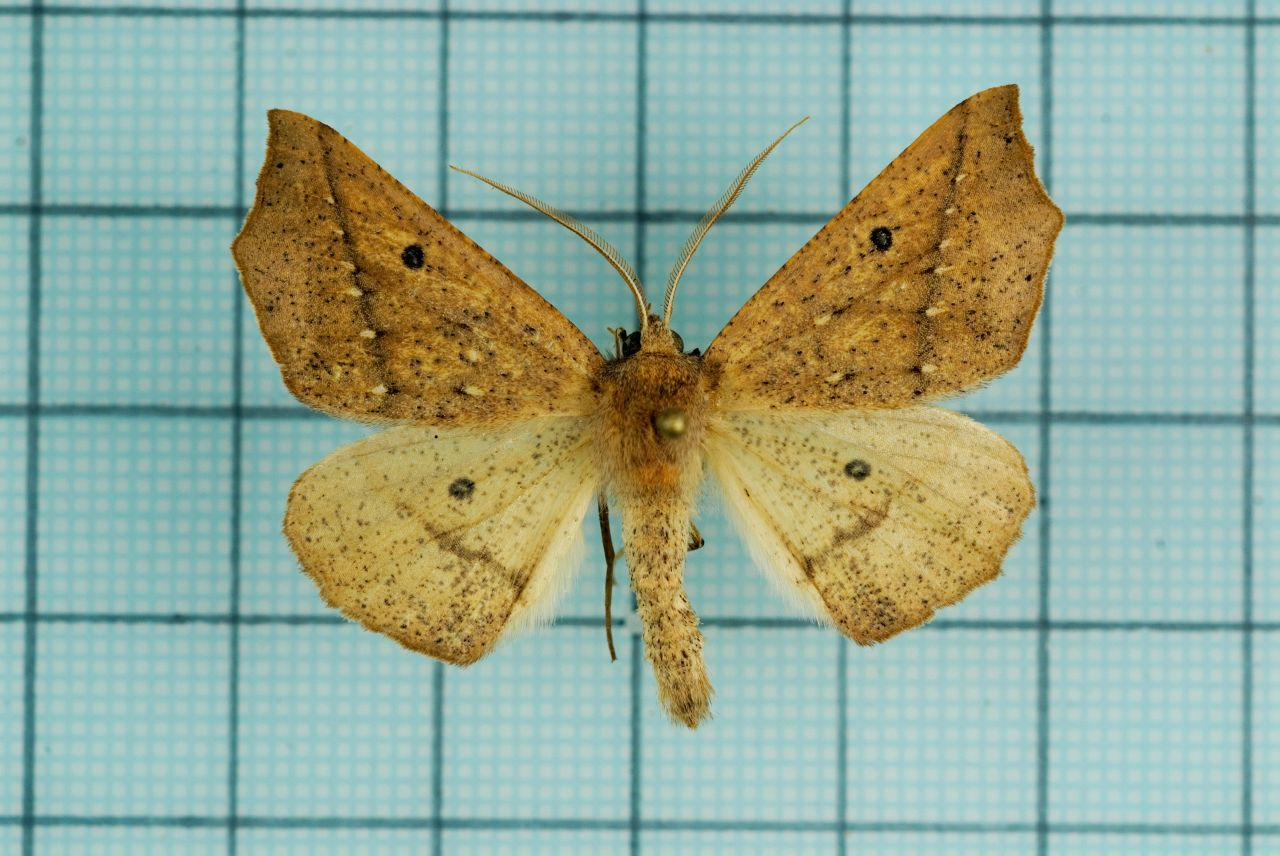
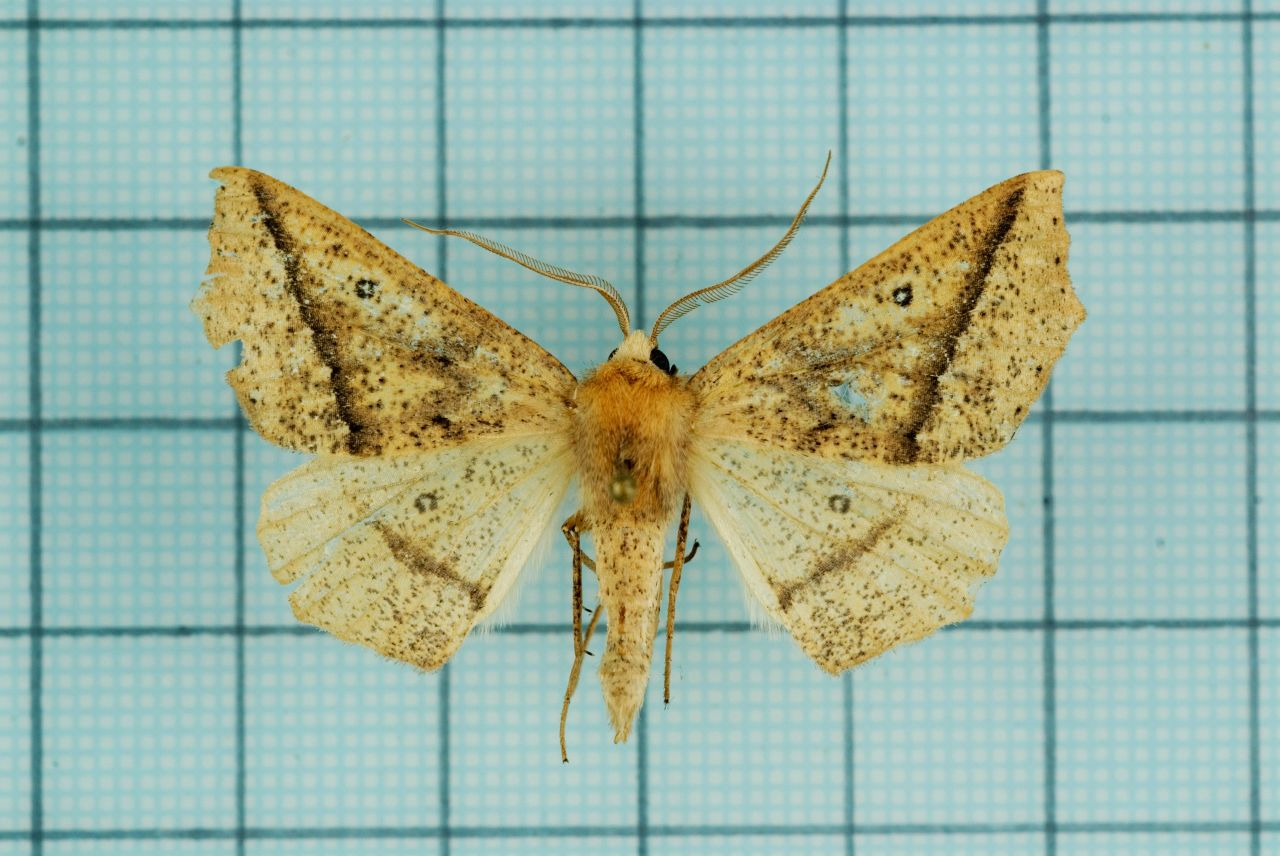
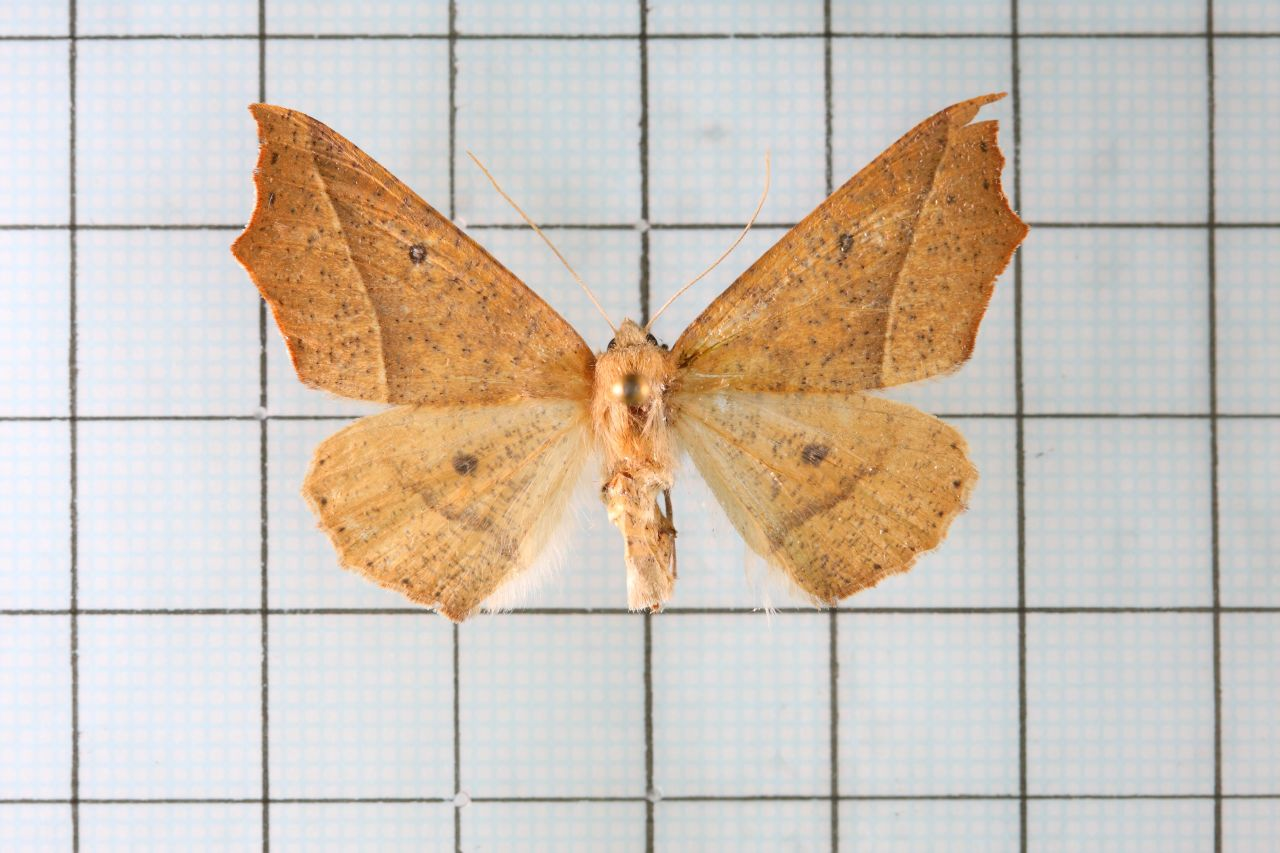
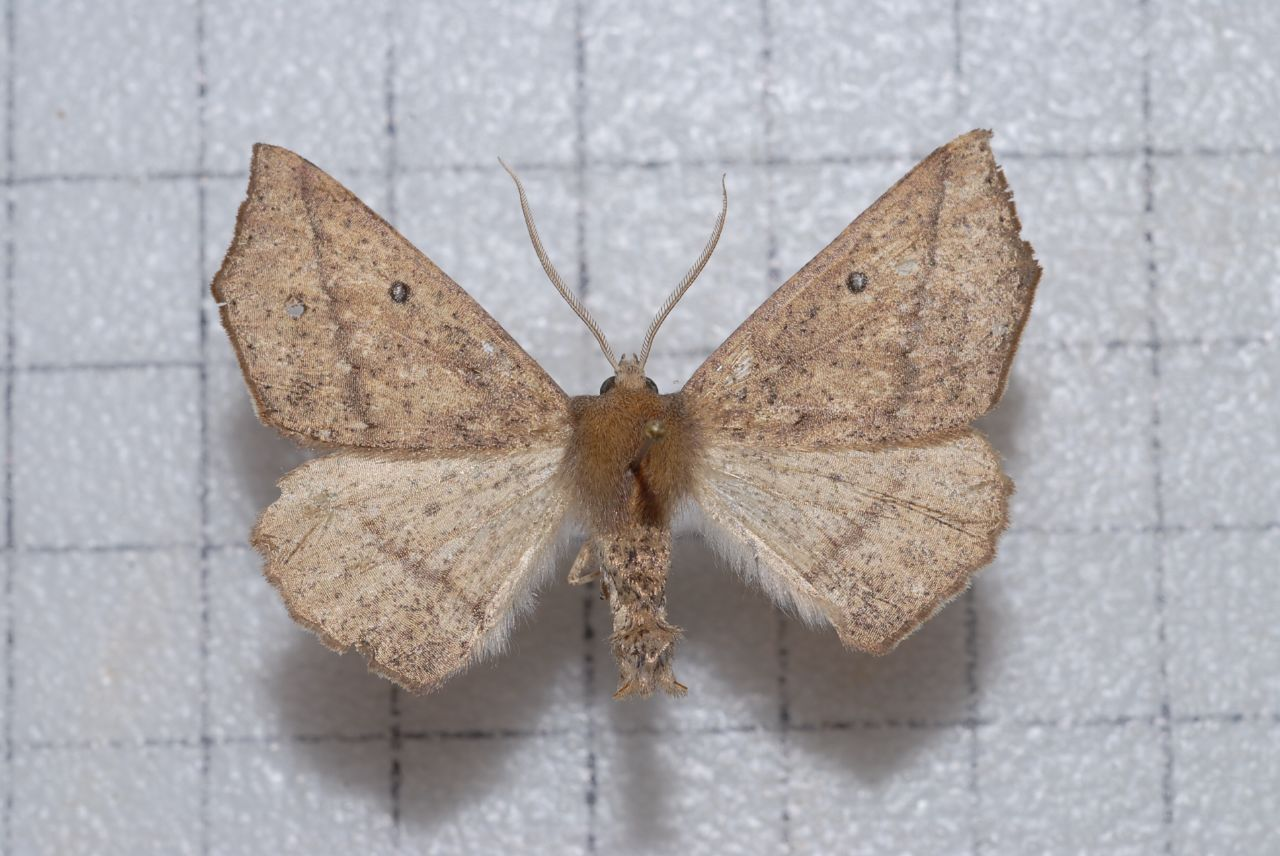